# رافائيل أموريم
رافاييل ليم أموريم (بالبرتغالية: Rafael Leme Amorim‏) (مواليد 30 يوليو 1987) هو لاعب كرة قدم برازيلي محترف يلعب حالياً في صفوف تونديلا في مركز قلب الدفاع.

## المسيرة الرياضية
ولد أموريم في ساو باولو ووصل إلى البرتغال في عام 2009 لينضم إلى نادي ماريتيمو الرديف الذي يلعب في الدوري البرتغالي الدرجة الثانية.
بعد موسمين ذهب على سبيل الإعارة إلى ديسبورتيفو دي أفيس وشارك في أول مباراة له في 2 أكتوبر 2011 في فوز على أرضه ضد نادي أروكا. في نهاية المطاف أصبح لاعب أساسي لا غنى عنه ووقع كلاعب دائم لجانب أفيس.
في 17 يناير عام 2014 انتقل أموريم إلى نادي باسوش دي فيريرا وأصبح منافسا ثابتا في التشكيلة الأساسية لكنه عانى من الإصابة في موسم 2014-2015. في 3 يونيو 2015 انتقل إلى قطر لينضم إلى نادي مسيمير. ومع ذلك بعد ستة أشهر فقط عاد إلى البرتغال للعب مع نادي بيلينينسش. بعد ستة أشهر أخرى وقع مع نادي تونديلا.